# Football Club Münsingen
Maillots
Le Fussballclub Münsingen est un club de football suisse de la commune de Münsingen, dans le canton de Berne. Le club est créé le 1er juin 1928, et évolue en 1re Ligue Classic (D4).

## Histoire
Parmi les faits sportifs de ces dernières années, mentionnons :
- la première promotion en 3ème division (1988),
- 5 participations aux finales de promotion en 2ème division
- les matchs de coupe contre les représentants de la Super League : Neuchâtel Xamax (1992) et le FC Bâle (1996 & 2013)[2]

Lors de la saison 2007-2008, le FC Bâle M21 ne peut pas participer au tour final car la 1re équipe étant déjà membre de la Swiss Football League, ainsi c'est le FC Münsingen qui se qualifie pour la phase finale de promotion en se classant 3e. Il échoue dans la phase de qualification, contre le GC Biaschesi.
Lors de la saison 2017-2018, le FC Münsingen se qualifie pour la phase finale de promotion et se voit promu en Promotion League (D3) pour la saison 2018-2019, en battant le FC Meyrin et le FC Soleure.
Lors de la saison 2020-2021, le club est relégué en 1re Ligue, après avoir terminé 16e.

## Stade
Le FC Münsingen joue ses matchs à domicile au complexe Sportif de Sandreutenen. Le Stade a une capacité de 2 200 places, dont 200 places assises.

## Les joueurs
- Christoph Spycher (1997-1999)
- Roman Bürki (1999-2005) classe juniors
- Erhan Kavak (2005)

## Liens
- Site officiel

- site internet du club
- Images le Stade sur www.swissgrounds.ch